# Медвесыч
Медвесыч (или Совомедведь) — вымышленное существо, изначально созданное для фэнтезийной настольной ролевой игры Dungeons & Dragons. Медвесыч изображается как нечто среднее между медведем и совой, который «обнимается» как медведь и атакует клювом. Вдохновленный пластиковой игрушкой, сделанной в Гонконге, Гэри Гайгэкс создал медвесыча и представил это существо в игре в дополнении Greyhawk 1975 года. С тех пор это существо появлялось в каждой последующей редакции игры. Медвесычи или похожие на них звери также появляются в нескольких других фэнтезийных ролевых играх, видеоиграх и других медиа.

## Создание
В начале 1970-х годов Гэри Гайгэкс играл в Chainmail, военную игру, которая также была предшественником Dungeons & Dragons. Чтобы предоставить своим игрокам как можно больше разнообразных испытаний, Гайгэкс всегда искал новых монстров. Хотя для многих из них он черпал вдохновение из бульварной фантастики и историй о мечах и колдовстве, он также просматривал магазины дешевых товаров в поисках фигурок, которые можно было бы использовать. В один из таких случаев он наткнулся на пакет с маленькими пластиковыми игрушками, иносказательно озаглавленными «доисторические животные». В набор, изготовленный в Гонконге, вошли монстры из японских фильмов жанра «Кайдзю», таких как «Ультрамен» и «Годзилла». Некоторые из них были достаточно странными, чтобы привлечь его внимание, и он использовал их для обозначения нескольких новых монстров, включая медвесыча, панцырницы и ржавого монстра.

## Концепция
Медвесыч изображается как помесь медведя и совы ростом от восьми до десяти футов (2,5–3 метра). Согласно описаниям в книгах-источниках Dungeons & Dragons, медвесычи — плотоядные существа, известные своей агрессивностью и свирепостью. Они живут парами в пещерах и охотятся на любое существо крупнее мыши. Они используют «объятия» и клюв для атаки. В третьем издании игры он был отнесен к категории «магических зверей».
Фактическое происхождение медвесыча в игре так и не было раскрыто, но различные издания «Руководства по монстрам» указывают на то, что он, вероятно, является продуктом экспериментов волшебников. В мифологии франшизы лич Фессалар утверждает, что создал их, но его безумие и эгоизм ставят под сомнение точность этого утверждения. В 5-й редакции некоторые эльфы утверждают, что медвесычи существуют уже тысячелетия, а более древние феи говорят, что они всегда существовали в Стране Фей.
В системе Dungeons & Dragons и других ролевых играх медвесыч обычно выступает в роли «монстра».
В контексте ролевых игр «монстр» — это общий термин, описывающий потенциально враждебных существ и препятствия, которые предстоит преодолеть игрокам. Именно для этой роли изначально и был предназначен совомедведь.

## История публикации
Медвесыч — один из самых ранних монстров в Dungeons & Dragons, и, как и панцырница и ржавый монстр, был вдохновлён пластиковой игрушкой, сделанной в Гонконге и купленной Гэри Гайгэксом для использования в качестве миниатюры в настольной игре Chainmail.

### Dungeons & Dragons
Медвесыч был представлен в игре в первом дополнении Greyhawk (1975). Его описывают как «ужасное существо», которое «обнимается», как медведь, и наносит урон клювом. Совомедведь также указан в таблицах случайных встреч в Eldritch Wizardry, в третьем дополнении. На иллюстрации изображено существо, похожее на медведя, стоящее на четвереньках, и оно не имеет ничего общего с пластиковой игрушкой, которая послужила Гайгэксу первоначальным источником вдохновения.

### Advanced Dungeons & Dragons
Медвесыч появляется в первом издании «Руководства по монстрам» (1977) , где он описывается как «ужасное существо, обитающее в запутанных лесных районах и нападающее с помощью своих огромных когтей и щёлкающего клюва». Иллюстрация медвесыча, показанная в «Руководстве по монстрам», была сделана Дэйвом Сазерлендом и очень похожа на оригинальную пластиковую игрушку.

### Базовый набор
В это издание был включен собственный медвесыч в базовом наборе Dungeons & Dragons (1981 и 1983). Медвесыч также был представлен в наборе Dungeons & Dragons Gamr (1991), Dungeons & Dragons Rules Cyclopedia (1991), Classic Dungeons & Dragons Game set (1994), и наборе игр Dungeons & Dragons Adventure Game set (1999).

### Advanced Dungeons & Dragons
Медвесыч впервые появляется в Monstrous Compendium Volume One (1989), и переиздаётся в Monstrous Manual (1993).
Также появился в сеттинге Dark Sun в приключенческом романе «Черный позвоночник» (1994).
Совомедведь был подробно описан в журнале Dragon #214 (февраль 1995 г.) в разделе «Экология совомедведя», куда также вошли арктический совомедведь и крылатый совомедведь. Эти варианты были позднее переизданы в Monstrous Compendium Annual Volume Three (1996).
Большой медвесыч появился в Dungeon #63 (июль 1997 г.).

### 3-я редакция
Медвесыч появляется в «Руководстве по монстрам» этого издания (2000).
Медвесыч появился на официальном сайте Wizards of the Coast для игры Chainmail в 2000 году.
Крылатый совомедведь во взрослой и молодой форме появился в Dungeon #84 (январь 2001 г.).
В дополнительной книге «Недоступный Восток» описывается подвиг, способность, которую могут получить игровые персонажи, называемая «медвесыч-берсерк», которая позволяет игровому персонажу использовать свирепый стиль боя, подобный медвесычу.

### Dungeons & Dragons3.5
Медвесыч появляется в пересмотренном «Руководстве по монстрам» для этого издания (2003), а также скелет медвесыча в разделе «Скелеты».
Древний медвесыч появился в Dungeon #107 (февраль 2004 г.).
Анхолийский медвесыч появился в «Драконокопье», «Бестиарии Кринна» (2004), а также в «Пересмотренном бестиарии Кринна»(2007).

### 4-я редакция
Медвесыч появляется в «Руководстве по монстрам» этого издания (2008) вместе с зимнекоготьевым медвесычём. В тексте упоминается, что медвесычей можно приручить и использовать в качестве охранников.

### Dungeons & Dragons Essentials
В набор «Убежище монстров» входит медвесыч, а также различные подтипы, такие как молодой медвесыч, обученный медвесыч, ветрокоготный медвесыч и зимний медвесыч. На обложке книги о монстрах, входящей в комплект, и на самой коробке изображены медвесыч и другие монстры.

### 5-я редакция
В мае 2012 года сотрудник Wizards of the Coast Джон Шиндехетт объявил, что обсуждается включение и дизайн медвесыча в предстоящую пятую редакцию Dungeons & Dragons.
Монстр был включен в «бестиарий» D&D Next Playtest Package, сборник файлов, доступных для игроков, заинтересованных в игровом тестировании этой версии Dungeons & Dragons перед её официальным релизом.
Медвесыч включён в «Руководстве по монстрам» полной версии игры, опубликованной в 2014 году. В тексте говорится, что в отдалённых поселениях медвесычи использовались для гонок, а также указывается, что они с большей вероятностью нападут на своего укротителя, чем начнут гонку.

## В других ролевых играх

### Pathfinder Roleplaying Game
Медвесыч — официальный монстр в Pathfinder Roleplaying Game, основанной на Dungeons and Dragons 3.5. Он включён в первый бестиарий игры и подробно описан в Dungeon Denizens Revisited.
Dungeon Denizens Revisited также включает вариант под названием осадный медвесыч. Кроме того, Paizo выпустила часть серии Behind the Monsters посвященную медвесычу, в которой фигурирует медвежья сова, возможно, «еще более странное потомство» медвесыча. Дополнительные официальные варианты медвесыча в Pathfinder — арктический медвесыч, медвесыч Темных земель, медвесыч Фрусса, большой крючкокогтистый медвесыч, кричащий медвесыч, слиевый медвесыч, слизистый медвесыч, медвесыч-ленивец, а также спектральный медвесыч.
Приключенческий модуль Pathfinder #7 – Проклятие Багрового Трона Глава 1: «Грань анархии» первоначально опубликованный Paizo Publishing для издания Dungeons and Dragons 3.5 под лицензией OGL содержит чучело медвесыча. Это обычный медвесыч с шаблоном скелета, позволяющим мастеру игры превратить обычного монстра в нежить. Иллюстрация скелета медвесыча была также сделана художником Goodman Games Ником Гринвудом.

### Ретроклоны и OSR RPG
Поскольку законом США об авторском праве защищён только дизайн ролевой игры, а не правила, сторонние издатели могут выпускать ролевые системы, основанные на правилах Dungeons & Dragons, без использования фактического названия или товарных знаков, связанных с брендом. Эти системы называются «ретроклонами» или «симулякрами». Игры, не использующие напрямую правила издания Dungeons & Dragons, но претендующие на то, чтобы передать его стиль, часто называют играми эпохи Возрождения старой школы (OSR).
Медвесыч фигурирует в качестве противника в следующих ретроклонах и играх OSR:
- Swords & Wizardry, созданная по образцу оригинальной Dungeons & Dragons 1974 года и изданная Mythmere Games.[51]
- Labyrinth Lord от Goblinoid Games.[52]
- Dark Dungeons, Darker Dungeons и Darkest Dungeons (позже переименованные в Blood, Guts and Glory) от Gratis Games включают в свой бестиарий медвесыча.[53][54][55]
- OSRIC, игра, эмулирующая Advanced Dungeons & Dragons .[56]
- «Лабиринты и опасности», вдохновлённая версией «Подземелий и драконов» Холмса 1977 года.[57]
- Adventurer Conqueror King.[58]
- Dungeon Crawl Classics от Goodman Games .[59]
- В Basic Fantasy медвесыч появляется [60] вместе с огнедышащим медвесычём.[61]
- Microlite74 Basic, Standard и Extended имеют в качестве монстров медвесычей.[62][63][64]
- For Gold & Glory, эмулирующий Advanced Dungeons & Dragons.[65]
- Castles & Crusades от Troll Lord Games.[66]
- Burning THAC0,[67] вариация «Пылающего колеса».

### Другие ролевые игры
Самец медвесыча, наполовину синий дракон по имени Драгор был представлен в качестве антагониста в дополнении к Dungeons & Dragons 3.0 Foul Locales: Beyond the Walls от Mystic Eye Games.
В «Руководстве по монстрам» для Warcraft: The Roleplaying Game предлагается использовать в качестве противника медвесыча. В комплект также входит эксклюзивное для Warcraft существо, похожее на совомедведя, по имени Дикая Совуха.
Позже Warcraft: The Roleplaying Game была переименована в World of Warcraft: The Roleplaying Game. В этом издании «Руководство по монстрам», эквивалентное «Руководству по монстрам», есть похожая на медвесыча «дикая совуха», описываемая как безобидное существо и связанная с фракцией ночных эльфов в игре. Более крупный и свирепый подтип — «совозверь».
Краткая справочная карта Dungeons & Dragons 3.5 для медвесыча была опубликована как часть серии карт знаний о монстрах.
Медвесычи появляются в HackMaster 4th edition Hacklopedia of Beasts Volume VI и HackMaster 5th edition Hacklopedia of Beasts. К разновидностям относятся малый медвесыч, большой рогатый медвесыч и пятнистый медвесыч.
В приключенческом модуле HackMaster Little Keep on the Borderlands в качестве врагов представлены медвесычи, один из которых изображён на обложке.
Blood & Treasure, созданная по образцу Dungeons & Dragons 3.5, представляет медвесыча в качестве противника.

## В компьютерных играх

### Игры по лицензииDungeons & Dragons
В нескольких видеоиграх, основанных на Dungeons & Dragons, фигурирует медвесыч:
- Медвесыч появляется как постоянный враг в аркадной игре в жанре beat 'em up Dungeons & Dragons: Tower of Doom[77], а также в её продолжении Shadow over Mystara.[78] Позже игры были переизданы в комплекте для Sega Saturn под названием Dungeons & Dragons Collection.[79]

### ФраншизаWarcraft
Адаптации медвесыча появляются во вселенной Warcraft в нескольких формах:
- Неигровые персонажи, известные как «дикие совухи», появляются в Warcraft III: Reign of Chaos и в дополнении The Frozen Throne.[80] Варианты — разъярённая дикая совуха и берсеркская дикая совуха. Фактический термин «совомедведь» используется только в Warcraft III: Reign of Chaos и руководстве к нему[81] и не используется в дополнении.
- В MMORPG World of Warcraft есть множество существ, похожих на медвесыча, называемых «дикими совухами», в основном в качестве NPC. Более сильная дикая совуха — совозверь, подтипами которого являются ненормальный совозверь и разъярённый совозверь. Некоторые дикие совухи также называются «лунными совухами», и это также существо, в которое могут превращаться игроки класса друид.[82] Квесты для игроков класса друид включают в себя победу над лунной совухой по имени Лунакло.

### Другие игры
- Медвесычей можно найти в компьютерной игре-рогалике NetHack.[83]
- Медвесычи появляются как мобы в MMORPG EverQuest: The Shadows of Luclin в девятнадцати вариантах.[84] Они также представлены в продолжении EverQuest II.[85]
- Враг по имени «сова-медведь» появляется в начале игры Phantasy Star для приставки Master System. Однако он напоминает глазное яблоко с крыльями летучей мыши и в оригинальной японской версии называется «дьявольская летучая мышь».[86]
- Медвесыч — монстр из игры Dragon Quest V: Hand of the Heavenly Bride для SNES 1992 года от Enix (позже ставшей Square Enix).[87] Монстр также был включён в более поздние ремейки для PlayStation 2 [88] и Nintendo DS [89] Кроме того, в версии для Nintendo DS представлен более сильный фиолетовый вариант под названием Гроулбир.
- В Tales of Destiny II для PlayStation 2 представлены совы-медведи (オウルベア в японском оригинале).[90]
- В Final Fantasy XII в качестве врагов также встречаются совомедведи. В японском оригинале используется термин «owlbear», тогда как в английской локализации это существо называется «urstrix».[91]
- Медвесычи — главные герои браузерной игры 2011 года Owlbear Garden.[92]
- Медвесыч изображён на «карте монстра», игровом элементе в MMO Kingdom Conquest от Sega.[93]
- MMO Lineage, включает в себя медвесычей с различными уровнями силы, а также вариант под названием «долинный медвесычей».[94]
- Медвесычи появляются в игре-рогалике Cataclysm: Dark Days Ahead как опасный враг.[95]

## В других медиа
- В наборе Harbinger, первом наборе миниатюр для Dungeons & Dragons Miniatures Game, коллекционной игры с миниатюрами, есть миниатюра медвесыча.[96] В наборе «Кровавая война» есть монстр по имени Медвесыч-рейнджер. В набор «Против гигантов» входит разъярённый медвесыч.[97]
- В 2012 году Wizards of the Coast выпустили новую версию приключенческой настольной игры Dungeon! 1975 года[98] в котором в качестве противников выступают медвесычи.[99]
- Также выпущенная в 2012 году компанией Wizards of the Coast настольная игра Lords of Waterdeep включает в себя квестовую карту под названием «Приручить медвесычей».[100]
- Медвесыч был изображ1н в «веб-комиксе Орден палки», где он был представлен как бессмысленная помесь уже опасного существа (медведя) и безобидного животного (совы).[101]
- Существо под названием «ночной потрошитель» появляется в книге-игре «Sagard the Barbarian #2: The Green Hydra» Гэри Гайгэкса. Ночной потрошитель описывается и изображается как медведь с головой совы, но с птичьими когтями вместо передних лап. Иллюстрацию этого можно найти в предисловии к разделу 12: Царство Тьмы.[102]
- Медвесыч также появляется в японской серии лёгких романов «Изгнанные из Героической партии».[103][104]
- В фильме «Подземелья и драконы: Честь среди воров» (2023) тифлинг-друид Дорик несколько раз принимает облик медвесыча.[105][106]
- Медвесыч был одним из монстров, изображённых в качестве коллекционных карточек на обратной стороне коробок с конфетными фигурками компании Amurol Products.

## Признание
Крис Симс из интернет-журнала ComicsAlliance назвал медвесыча «вторым величайшим монстром в истории D&D ". Дэйв Чалкер из Critical-Hits.com, блога о ролевых играх, который выиграл премию Ennie Gold 2011 Ennie Award за лучший блог, рекомендовал использовать медвесыча в качестве монстра. Роб Брикен из io9 назвал медвесыча шестым самым запоминающимся монстром D&D.